# كارولين أليس إلغار
كارولين أليس إلغار (بالإنجليزية: Caroline Alice Elgar) (9 أكتوبر 1848 في الهند - 7 أبريل 1920، هامبستاد في المملكة المتحدة)؛ شاعرة، كاتِبة، ملحنة وروائية بريطانية.

## روابط خارجية
- كارولين أليس إلغار على موقع ميوزك برينز (الإنجليزية)